# Colombia International 2011
Die Colombia International 2011 im Badminton fanden vom 29. September bis zum 2. Oktober 2011 in Bogotá statt.

## Sieger und Platzierte
| Disziplin    | Gold                               | Silber                           | Bronze                           |
| ------------ | ---------------------------------- | -------------------------------- | -------------------------------- |
| Herreneinzel | Andrés Corpancho                   | Lucas Alves                      | Sebastián Terán                  |
| Herreneinzel | Andrés Corpancho                   | Lucas Alves                      | Nicholas Jinadasa                |
| Dameneinzel  | Barbara Matias                     | Daneysha Santana                 | Kerry-Lee Harrington             |
| Dameneinzel  | Barbara Matias                     | Daneysha Santana                 | Daniela Macías                   |
| Herrendoppel | Mathew Fogarty Nicholas Jinadasa   | Lucas Alves Andrés Corpancho     | Aron Inbaraj Emilio Zambrano     |
| Herrendoppel | Mathew Fogarty Nicholas Jinadasa   | Lucas Alves Andrés Corpancho     | Italo Hauer Igor Ibrahim         |
| Damendoppel  | Daneysha Santana Luz María Zornoza | Daniela Macías Dánica Nishimura  | Gabriela Araujo Johanny Quintero |
| Damendoppel  | Daneysha Santana Luz María Zornoza | Daniela Macías Dánica Nishimura  | Cicita Jensen Shintia Saiche     |
| Mixed        | Andrés Corpancho Renata Carvalho   | Federico Díaz Victoria Valdesolo | Bryan Velentin Daneysha Santana  |
| Mixed        | Andrés Corpancho Renata Carvalho   | Federico Díaz Victoria Valdesolo | Lucas Alves Isabela Hauer        |